# Disciphania
Disciphania Eichler – rodzaj roślin z rodziny miesięcznikowatych (Menispermaceae). Obejmuje co najmniej 26 gatunków występujących naturalnie w Wenezueli, Brazylii, Peru oraz Boliwii.

## Systematyka
Pozycja systematyczna według APweb (aktualizowany system APG III z 2009)
Rodzaj z rodziny miesięcznikowatych (Menispermaceae).
Wykaz gatunków
| - Disciphania calocarpa Standl. - Disciphania cardiophylla Standl. - Disciphania contraversa Barneby - Disciphania convolvulacea (Poepp.) Diels - Disciphania cubijensis (Knuth) Sandwith - Disciphania dioscoreoides Barneby - Disciphania domingensis Urb. - Disciphania ernstii Eichler - Disciphania hernandia (Vell.) Barneby - Disciphania heterophylla Barneby - Disciphania inversa Barneby - Disciphania juliflora Barneby - Disciphania killipii Diels | - Disciphania lobata Eichler - Disciphania mexicana Bullock - Disciphania modesta Diels - Disciphania moriorum Barneby - Disciphania nesiotes Standl. - Disciphania remota Diels - Disciphania sagittaria Barneby - Disciphania sarcostephana Barneby - Disciphania smithii Barneby - Disciphania spadicea Barneby - Disciphania tessmannii Diels - Disciphania tricaudata Barneby - Disciphania unilateralis Barneby |